# مورفریزبورو (تنسی)
مورفریزبورو(به انگلیسی: Murfreesboro) شهری در جنوب شرقی نشویل در ایالت تنسی کشور ایالات متحده آمریکا است. جمعیت مورفریزبورو در سرشماری سال ۲۰۱۰ میلادی، ۱۰۸٬۷۵۵ نفر بوده‌است. این شهر محل دانشگاه میدل تنسی است که با جمعیت دانشجویی بیش از ۲۲هزار نفر (بر اساس آمار ثبت نام ۲۰۰۹) بزرگترین دانشگاه تحصیلات عالی (در سطح کارشناسی و پایین‌تر) در ایالت تنسی می‌باشد. در سال ۲۰۰۶ مجله مانی این شهر را به عنوان ۸۴امین شهر مناسب برای زندگی از بین بیش از ۷۰۰ شهر با جمعیت بالای پنجاه هزار نفر انتخاب شده بود.